# Кимура, Хана
Ха́на Киму́ра (яп. 木村 花, 3 сентября 1997, Иокогама — 23 мая 2020, Кото) — японская женщина-рестлер. Она работала в местных компаниях своей страны, таких как World Wonder Ring Stardom с 2016 по 2020 год и Wrestle-1, а также выступала в зарубежных компаниях, таких как Ring of Honor, Pro-Wrestling: EVE, и некоторые независимые промоушены в Мексике. Кимура — рестлер во втором поколении, её мать Кёко Кимура была рестлером.
Она была участницей реалити-сериала Fuji Television и Netflix Terrace House: Tokyo 2019—2020, который является пятой частью франшизы Terrace House. После серии тревожных твитов, посвященных критике в интернете, направленной на неё зрителями шоу, она была найдена мертвой в своей квартире в Токио 23 мая 2020 года. В декабре 2020 года её смерть была признана самоубийством.

## Карьера в рестлинге
До начала своей карьеры в рестлинге Кимура один раз выиграла титул чемпиона железных людей в хеви-металлическом весе 21 августа 2005 года на живом мероприятии в Токио, затем проиграла титул своей матери Кёко.
В 2010-х годах Кимура проходила обучение в школе рестлинга Wrestle-1.

## Личная жизнь
Кимура была дочерью Кёко Кимуры, которая также является рестлером. До того, как ей исполнился год, она была разлучена с отцом. Хотя личность биологического отца Ханы Кимуры публично не известна, Кёко Кимура упоминала в интервью, что он гражданин Индонезии. В детстве над ней издевались из-за смешанного этнического происхождения.

## Смерть
23 мая 2020 22-летняя Кимура осуществила суицид. В 4:00 тело дочери обнаружила её мать, Кёко. Часом ранее девушка затвитила фотографию с самоповреждением и комментарием:
Каждый день получаю по сто мыслей о себе. Мне больно от этого. Это была жизнь, в которой я хотела быть любимой. Спасибо всем, кто меня поддерживал. Не хочу больше быть человеком. Прощайте.
— Кимура Хана, Twitter

Последнее сообщение в Instagram она опубликовала с фотографией кота и словами:
До свидания. Я вас люблю, живите долго и счастливо. Простите.
— Кимура Хана, Instagram
В апреле 2021 года жителю Японии, чьё имя не раскрывается, вменили статью об оскорблении в соцсетях Ханы Кимуры и назначили почти максимальный штраф, предусмотренный ею — 9000 иен (6000 рублей на июль 2021 года). Смерть Кимуры стала поводом для того, чтобы правительство Японии приступило к разработке новых правил по регулированию интернета.

## Титулы и достижения
- Dramatic Dream Team
  - Чемпион железных людей в хеви-металлическом весе (1 раз)[21][22]
- JWP Joshi Puroresu
  - Чемпион — принцесса рестлинга (1 раз)[23]
  - Младший чемпион JWP (1 раз)[24]
  - JWP Junior Championship Tournament (2016)[25]
  - Princess of Pro-Wrestling Tournament (2016)[25]
- Pro Wrestling Illustrated
  - № 60 в топ 100 женщин-рестлеров в рейтинге PWI Women’s 100 в 2018[26]
- World Wonder Ring Stardom
  - Чемпион Artist of Stardom (2 раза)[27] — с Джангл Кёна и Конами (1), Кагэцу и Кёко Кимура (1)
  - Чемпион Goddess of Stardom (1 раз) — с Кагэцу[28]
  - 5★Star GP (2019)[29]
  - Премия по итогам года Stardom (2 раза)
    - Награда лучшей команде (2017) с Кагэцу[30]
    - Награда за боевой дух (2019)[31]

## Фильмография

### Телевизионные шоу
- 2017: Tokyo Talk Show
- 2019—2020: Terrace House: Tokyo 2019—2020
- 2020: Lost Decade